# Fini (empresa)
The Fini Company es una empresa española fundada en 1971 por Manuel Sánchez Cano en Molina de Segura, Región de Murcia dedicada a la producción y comercialización de golosinas y que opera en más de 100 países.
Brasil es su principal mercado, con presencia en más de 300 000 puntos de venta, donde Fini lidera el sector.

## Historia

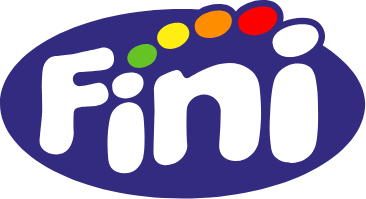
Logo usado en 2020

En 1953, Manuel Sánchez Cano fundó una pequeña fábrica de chicles en Murcia. En 1971, amplió su producción para incluir otros tipos de dulces, fundando oficialmente Fini. En la década de 1980, la empresa inició su expansión con la apertura de centros de distribución en Portugal y España.
En 1998, Fini llegó a Brasil, estableciendo una fábrica en Jundiaí en 2001, que se mantiene como la única planta de producción de la empresa fuera de Europa.
En 2018, la compañía lanzó una línea de caramelos enfocados en el bienestar y la salud. En 2019, Fini incursionó en el mercado de helados en Brasil a través de una asociación con Froneri, y en 2023 diversificó su portafolio con una línea de humectantes para labios en colaboración con la empresa Cimed. También suscribió una alianza comercial con Lefties para la venta de sus productos en la industria textil.

## Premios y reconocimientos
En 2024, Fini Golosinas recibió el Premio Pionero en los Premios Kantar a la Innovación Destacada, que reconocieron la creatividad de la empresa y su capacidad para expandirse a nuevos mercados más allá de su negocio principal de confitería.